# Vaugneray
Vaugneray este o comună în departamentul Rhône din sud-estul Franței. În 2009 avea o populație de 4.873 de locuitori.

## Evoluția populației
| An        | 1975  | 1982  | 1990  | 1999  | 2006  | 2009  |
| --------- | ----- | ----- | ----- | ----- | ----- | ----- |
| Populație | 2.893 | 3.226 | 3.553 | 4.175 | 4.615 | 4.873 |